# Liste der Monuments historiques in Étampes
Die Liste der Monuments historiques in Étampes führt die Monuments historiques in der französischen Gemeinde Étampes auf.

## Liste der Bauwerke
| Bezeichnung                                                         | Beschreibung | Standort                                                             | Kennzeichnung | Schutzstatus   | Datum | Bild |
| ------------------------------------------------------------------- | ------------ | -------------------------------------------------------------------- | ------------- | -------------- | ----- | ---- |
| Burg                                                                |              | (Lage)                                                               | PA00087907    | Classé         | 1862  |      |
| Kirche Notre-Dame-du-Fort mit dem Bleiglasfenster Baum der Sibyllen |              | (Lage)                                                               | PA00087892    | Classé         | 1840  |      |
| Stiftskirche St-Martin                                              |              | (Lage)                                                               | PA00087895    | Classé         | 1909  |      |
| Kirche St-Basile                                                    |              | (Lage)                                                               | PA00087893    | Classé         | 1862  |      |
| Kirche St-Gilles                                                    |              | (Lage)                                                               | PA00087894    | Classé         | 1970  |      |
| Hôtel Anne de Pisseleu                                              |              | 16, rue Sainte-Croix 2, place de l’Hôtel-de-Ville Rue du Pain (Lage) | PA00087896    | Classé         | 1981  |      |
| Hôtel Saint-Yon                                                     |              | 6, place Dauphine (Lage)                                             | PA00087898    | Inscrit        | 1926  |      |
| Hôtel de Ville                                                      |              | (Lage)                                                               | PA00087899    | Inscrit        | 1982  |      |
| Hôtel-Dieu                                                          |              | 37, rue de la République (Lage)                                      | PA00087897    | Inscrit        | 1988  |      |
| Häuser mit Arkaden                                                  |              | 2, 4, 6 place Saint-Gilles (Lage)                                    | PA00087901    | Inscrit        | 1926  |      |
| Haus der Diana von Poitiers                                         |              | 4, rue Sainte-Croix (Lage)                                           | PA00087900    | Inscrit        | 1926  |      |
| Menhir Pierrefitte                                                  |              | (Lage)                                                               | PA00087902    | Classé         | 1964  |      |
| Justizpalast                                                        |              | Place du Tribunal (Lage)                                             | PA00087903    | Inscrit        | 1926  |      |
| Bastille des Portereaux                                             |              | (Lage)                                                               | PA00087905    | Inscrit        | 1968  |      |
| Priorat                                                             |              | Sente du Prieuré (Lage)                                              | PA00087904    | Inscrit        | 1931  |      |
| Theater                                                             |              | Rue Léon-Marquis Rue Geoffroy-Saint-Hilaire (Lage)                   | PA00087906    | Inscrit Classé | 1982  |      |
| Tour du Loup (Wolfsturm)                                            |              | (Lage)                                                               | PA00087905    | Inscrit        | 1968  |      |

## Liste der Objekte

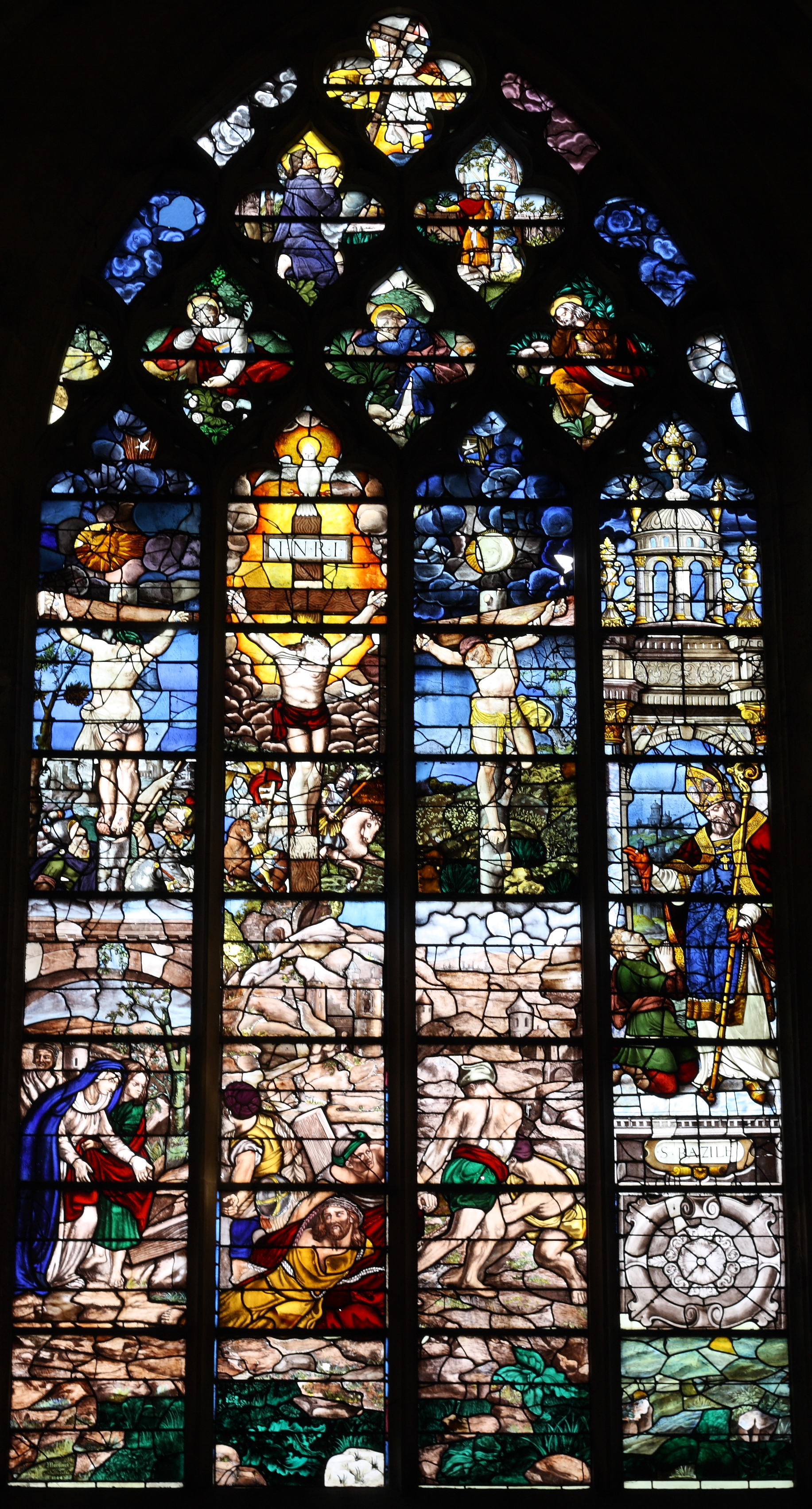
Kreuzigungsfenster aus dem 16. Jahrhundert in der Kirche St-Basile

- Monuments historiques (Objekte) in Étampes in der Base Palissy des französischen Kultusministeriums

Siehe auch: Kreuzigungsfenster (Étampes) und Baum der Sibyllen (Étampes)